# Nils Nilsson Skum

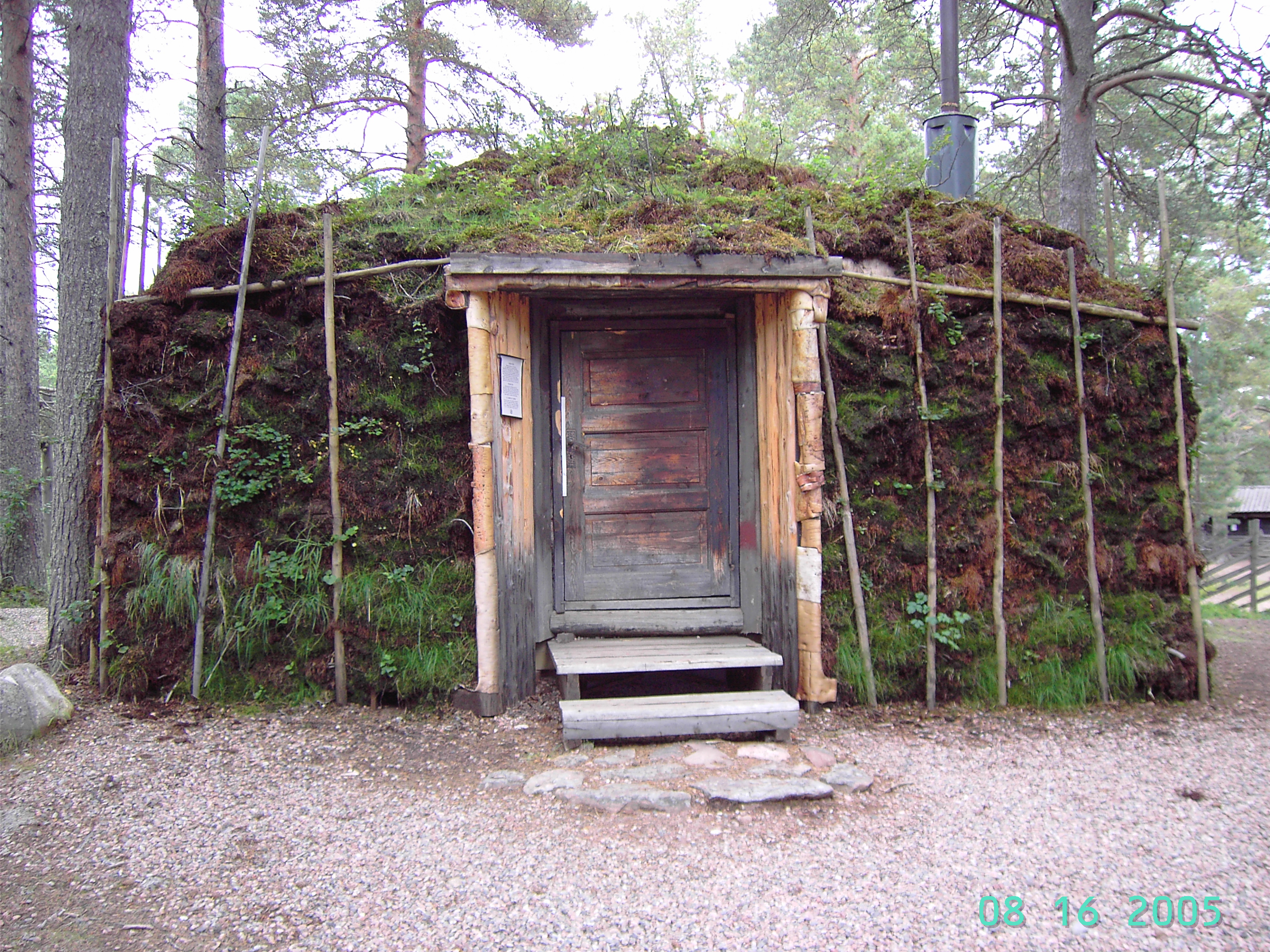
Nils Nilsson Skums ateljékåta på Gällivare hembygdsområde

Nils Nilsson Skum, född 13 april 1872 under familjens flyttning från Kautokeino till Gällivare, Lappland, död 27 december 1951 i Sjisjka, Gällivare kommun, var en samisk målare och tecknare. Han är begravd på Poikkijärvi kyrkogård i Jukkasjärvi församling.

## Biografi
Hans föräldrar, Nils Thomasson Skum och Margareta Nilsdotter, var renskötande nomader, och även han själv arbetade som renskötare under större delen av sitt liv. Han hade även en bakgrund i den laestadianska väckelsen. Som konstnär var han helt självlärd. Skum lämnade efter sig mer än 3 000 teckningar, alla med motiv från renskötsel och traditionellt samiskt liv. Han arbetade även med traditionell sameslöjd, exempelvis vackert ristade knivar, och skulptur. 
På 1930-talet hade Nils Nilsson Skums stora renhjord krympt drastiskt efter några svåra år, då många renar dog av svält. Han slog sig då ner i Sjisjka för att bli konstnär på heltid. Där inredde han en ateljé som fick belysning från det egna vindkraftverket (ateljén har senare flyttats till Gällivare hembygdsområde). År 1937 ställdes hans bilder ut på världsutställningen i Paris. Efter detta blev Skums bilder kända för en vidare krets. Året därpå utgavs ett hundratal av hans teckningar i boken Sáme siida – samebyn. Till bilderna finns kommenterar som förklarar vad som skildras, för de som inte är insatta i renskötsel och samisk kultur. Boken Valla renar, som utkom först efter hans död, beskriver traditionell renskötsel i ord och bild som Skum hade upplevt den. Redaktör för bägge böckerna var Ernst Manker.

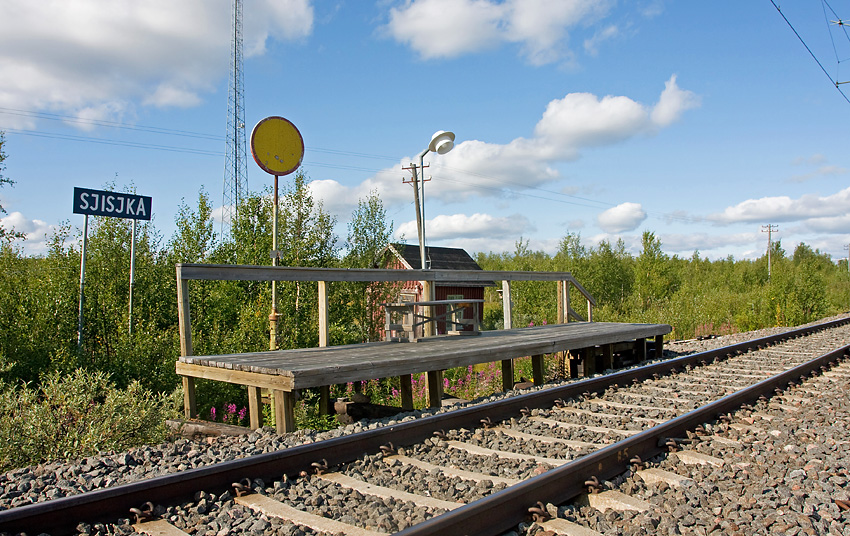
Hållplatsen med plattform och stationshuset i bakgrunden i Sjisjka

Relativt stora delar av Skums verk återfinns idag på Nordiska museet i Stockholm, hos Gällivare kommun, LKAB i Kiruna och Göteborgs konstmuseum.
Från 1893 var han gift med Helena Kuhmunen. Statens Järnvägar (SJ) byggde Sjisjka station i närheten av Skums hus på grund av konstnärens berömmelse.